# ウェスト・ブロムウィッチ・アルビオンFC
ウェスト・ブロムウィッチ・アルビオン・フットボール・クラブ（West Bromwich Albion Football Club [ˈbrɒmɪdʒ, -ɪtʃ]）は、イングランド、ウェスト・ミッドランズ州、ウェスト・ブロムウィッチに本拠地を置くプロサッカークラブ。WBAは略称。英国では主にWest Bromと表記される。
最大のライバルはウルヴァーハンプトン・ワンダラーズFCであり、ブラック・カントリー・ダービーと呼ばれる。両クラブとも1888年に世界最古のフットボールリーグが創設された初期メンバーであり、初対決は1883年に行われた。またアストン・ヴィラやバーミンガム・シティともウェスト・ミッドランズ・ダービーと呼ばれ盛り上がりを見せる。

## 歴史

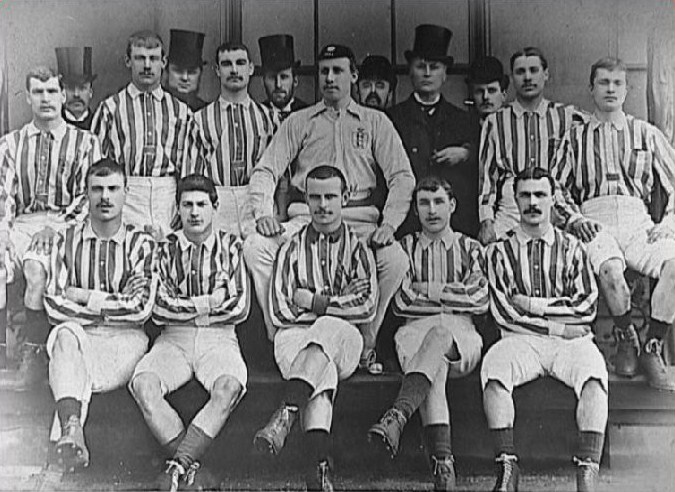
ウェスト・ブロムの選手達（1888年）

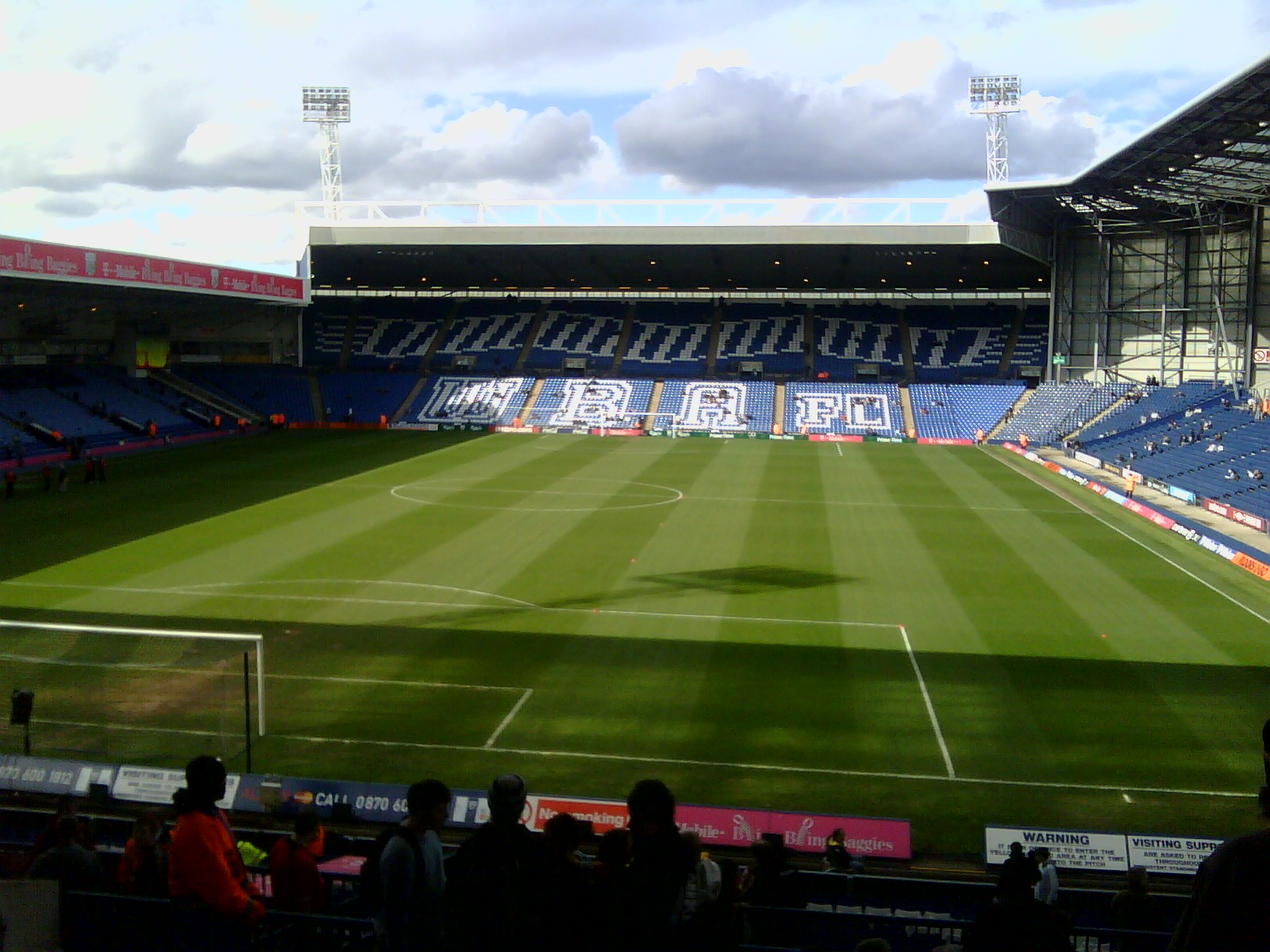
ザ・ホーソンズ

1878年にバーミンガム郊外の工場職員グループによって設立。創立時のクラブ名はウェスト・ブロムウィッチ・ストローラーズ（West Bromwich Strollers FC）であったが、1881年に現在の名称に変更された。。チームの愛称Baggiesはこの当時の選手達がぶかぶかのバギーパンツを穿いてプレーをしていたことに由来する。
1888年に始まった世界最古のサッカーリーグ、フットボールリーグに最初から参加した12クラブのうちの一つ。
イングランド中部という保守的な地域であるがミッドランド工業地帯の少数派民族が多い地域に居を構えていることもあり、歴史的にマイノリティーの支持を集めるクラブである。また同地域において、いち早く黒人選手をレギュラー起用している。
近年は、プレミアリーグとチャンピオンシップを行き来するエレベーターチームと位置づけられている。2003-04シーズンはフットボールリーグ・ディビジョン1（2部）で2位の成績を収めて昇格を果たした。2004-05シーズンには最終節で“グレートエスケープ”と言われる大逆転劇を演じ、17位残留を決めたが、2005-06シーズンは19位となりチャンピオンシップへ降格した。2006-07シーズンは、4位となったがプレーオフで敗退し1年でのプレミア復帰とはならなかった。
2007-08シーズンにチャンピオンシップ優勝を飾り、2年ぶりのプレミアリーグ昇格を決めるが、2008-09シーズンは、最下位となり1年でチャンピオンシップへここ8年で3度目の降格となった。2009-10シーズンはチャンピオンシップ2位となり、プレミア復帰を果たした。2010-11シーズンは序盤戦でアーセナルやマンチェスター・ユナイテッドなどの強豪相手に健闘するなど順調な滑り出しを見せたが、その後失速して一時17位まで順位を下げた。2011年2月11日に監督がロベルト・ディ・マッテオからロイ・ホジソンに交代するとチームは復調。最終的にはクラブ史上最高の11位まで順位を上げ、見事残留を果たした。2011-12シーズンは10位。監督がスティーブ・クラークに交代した2012-13シーズンは8位。トニー・ピューリスが指揮した2016-17シーズンは10位。2016年8月5日、クラブを保有していたジェレミー・ピースは、中国の投資会社グループにクラブを売却した。売却価格は約2億ポンドと報じられており、クラブのオーナーには頼国伝が就任した。しかし、2017-18シーズンは、最下位となりチャンピオンシップへ降格した。2018-19シーズンは、4位となったがプレーオフで敗退し1年でのプレミア復帰とはならなかった。2019年6月13日、スラベン・ビリッチが監督に就任した。19-20シーズンは2位でシーズンを終え、自動昇格となり2年ぶりにプレミアリーグに復帰が決まった。20-21シーズンは、スラヴェン・ビリッチ、サム・アラダイスが指揮を執るもチームは下位から抜け出せず、プレミアリーグ19位となり2部降格が決定。
2021-22シーズン、ヴァレリアン・イスマエルを監督に招聘。

## 名称変更
- 1878-1881 ウェスト・ブロムウィッチ・ストローラーズFC
- 1881-現在 ウェスト・ブロムウィッチ・アルビオンFC

## タイトル

### 国内タイトル
- フットボールリーグ・ファーストディヴィジョン（現プレミアリーグ）:1回

1919-20
- フットボールリーグ・セカンドディヴィジョン（現チャンピオンシップ）:3回

1901-02, 1910-11, 2007-08
- FAカップ:5回

1887-88, 1891-92, 1930-31, 1953-54, 1967-68
- フットボールリーグカップ:1回

1965-66
- コミュニティーシールド:2回

1921, 1955
- FAユースカップ:1回

1976
- バーミンガムシャー・シニアカップ:5回

1886, 1895, 1988, 1990, 1991
- スタッフォードシャー・シニアカップ:13回

1883, 1886, 1887, 1889, 1900, 1902, 1903
1924, 1926, 1932, 1933, 1951, 1969

### 国際タイトル
- なし

## 過去の成績
| シーズン | リーグ             | リーグ | リーグ | リーグ | リーグ | リーグ | リーグ | リーグ | リーグ | FAカップ     | リーグ杯     | 欧州カップ / その他 | 欧州カップ / その他 | 最多得点者                                    | 最多得点者 |
| シーズン | ディビジョン       | 試     | 勝     | 分     | 敗     | 得     | 失     | 点     | 順位   | FAカップ     | リーグ杯     | 欧州カップ / その他 | 欧州カップ / その他 | 選手                                          | 得点数     |
| -------- | ------------------ | ------ | ------ | ------ | ------ | ------ | ------ | ------ | ------ | ------------ | ------------ | ------------------- | ------------------- | --------------------------------------------- | ---------- |
| 1997-98  | ディビジョン1      | 46     | 16     | 13     | 17     | 50     | 56     | 61     | 10位   | 4回戦敗退    | 3回戦敗退    |                     |                     | リー・ヒューズ                                | 14         |
| 1998-99  | ディビジョン1      | 46     | 16     | 11     | 19     | 69     | 76     | 59     | 12位   | 3回戦敗退    | 1回戦敗退    |                     |                     | リー・ヒューズ                                | 31         |
| 1999-00  | ディビジョン1      | 46     | 10     | 19     | 17     | 43     | 60     | 49     | 21位   | 3回戦敗退    | 3回戦敗退    |                     |                     | リー・ヒューズ                                | 12         |
| 2000-01  | ディビジョン1      | 46     | 21     | 11     | 14     | 60     | 52     | 74     | 6位    | 3回戦敗退    | 2回戦敗退    |                     |                     | リー・ヒューズ                                | 21         |
| 2001-02  | ディビジョン1      | 46     | 27     | 8      | 11     | 61     | 29     | 89     | 2位    | 準々決勝敗退 | 3回戦敗退    |                     |                     | スコット・ドビー                              | 10         |
| 2002-03  | プレミアリーグ     | 38     | 6      | 8      | 24     | 29     | 65     | 26     | 19位   | 4回戦敗退    | 3回戦敗退    |                     |                     | ダニー・ディチオ スコット・ドビー             | 5          |
| 2003-04  | ディビジョン1      | 46     | 25     | 11     | 10     | 64     | 42     | 86     | 2位    | 3回戦敗退    | 準々決勝敗退 |                     |                     | リー・ヒューズ                                | 11         |
| 2004-05  | プレミアリーグ     | 38     | 6      | 16     | 16     | 36     | 61     | 34     | 17位   | 4回戦敗退    | 2回戦敗退    |                     |                     | ロバート・アーンショウ                        | 11         |
| 2005-06  | プレミアリーグ     | 38     | 7      | 9      | 22     | 31     | 58     | 30     | 19位   | 3回戦敗退    | 4回戦敗退    |                     |                     | ネイサン・エリントン ヌワンコ・カヌ           | 5          |
| 2006-07  | チャンピオンシップ | 46     | 22     | 10     | 14     | 81     | 55     | 76     | 4位    | 5回戦敗退    | 3回戦敗退    |                     |                     | ディオマンシ・カマラ                          | 20         |
| 2007-08  | チャンピオンシップ | 46     | 23     | 12     | 11     | 88     | 55     | 81     | 1位    | 準決勝敗退   | 3回戦敗退    |                     |                     | ケヴィン・フィリップス                        | 22         |
| 2008-09  | プレミアリーグ     | 38     | 8      | 8      | 22     | 36     | 67     | 32     | 20位   | 4回戦敗退    | 2回戦敗退    |                     |                     | クリス・ブラント                              | 8          |
| 2009-10  | チャンピオンシップ | 46     | 26     | 13     | 7      | 89     | 48     | 91     | 2位    | 5回戦敗退    | 3回戦敗退    |                     |                     | クリス・ブラント グラハム・ドーランズ         | 13         |
| 2010-11  | プレミアリーグ     | 38     | 12     | 11     | 15     | 56     | 71     | 47     | 11位   | 3回戦敗退    | 5回戦敗退    |                     |                     | ピーター・オデムウィンギー                    | 15         |
| 2011-12  | プレミアリーグ     | 38     | 13     | 8      | 17     | 45     | 52     | 47     | 10位   | 4回戦敗退    | 3回戦敗退    |                     |                     | ピーター・オデムウィンギー                    | 10         |
| 2012-13  | プレミアリーグ     | 38     | 14     | 7      | 17     | 53     | 57     | 49     | 8位    | 3回戦敗退    | 3回戦敗退    |                     |                     | ロメル・ルカク                                | 17         |
| 2013-14  | プレミアリーグ     | 38     | 7      | 15     | 16     | 43     | 59     | 36     | 17位   | 3回戦敗退    | 3回戦敗退    |                     |                     | サイド・ベラヒーノ ステファン・セセニョン     | 5          |
| 2014-15  | プレミアリーグ     | 38     | 11     | 11     | 16     | 38     | 51     | 44     | 13位   | 準々決勝敗退 | 4回戦敗退    |                     |                     | サイド・ベラヒーノ                            | 14         |
| 2015-16  | プレミアリーグ     | 38     | 10     | 13     | 15     | 34     | 48     | 43     | 14位   | 5回戦敗退    | 3回戦敗退    |                     |                     | サロモン・ロンドン                            | 9          |
| 2016-17  | プレミアリーグ     | 38     | 12     | 9      | 17     | 43     | 51     | 45     | 10位   | 3回戦敗退    | 2回戦敗退    |                     |                     | サロモン・ロンドン                            | 8          |
| 2017-18  | プレミアリーグ     | 38     | 6      | 13     | 19     | 31     | 56     | 31     | 20位   | 5回戦敗退    | 3回戦敗退    |                     |                     | サロモン・ロンドン ジェイ・ロドリゲス         | 7          |
| 2018-19  | チャンピオンシップ | 46     | 23     | 11     | 12     | 87     | 62     | 80     | 4位    | 4回戦敗退    | 3回戦敗退    |                     |                     | ドワイト・ゲイル                              | 24         |
| 2019-20  | チャンピオンシップ | 46     | 22     | 17     | 7      | 77     | 45     | 83     | 2位    | 5回戦敗退    | 1回戦敗退    |                     |                     | チャーリー・オースティン ハル・ロブソン＝カヌ | 10         |
| 2020-21  | プレミアリーグ     | 38     | 5      | 11     | 22     | 35     | 76     | 26     | 19位   | 3回戦敗退    | 3回戦敗退    |                     |                     | マテウス・ペレイラ                            | 12         |
| 2021-22  | チャンピオンシップ | 46     | 18     | 13     | 15     | 52     | 45     | 67     | 10位   | 3回戦敗退    | 2回戦敗退    |                     |                     | カーラン・グラント                            | 18         |
| 2022-23  | チャンピオンシップ | 46     | 18     | 12     | 16     | 56     | 53     | 66     | 9位    | 4回戦敗退    | 2回戦敗退    |                     |                     | ブランドン・トーマス・アサンテ                | 9          |
| 2023-24  | チャンピオンシップ | 46     | 21     | 12     | 13     | 70     | 47     | 75     | 5位    | 4回戦敗退    | 1回戦敗退    |                     |                     | ブランドン・トーマス・アサンテ                | 11         |
| 2024-25  | チャンピオンシップ | 46     |        |        |        |        |        |        |        |              |              |                     |                     |                                               |            |

## 欧州の成績
| シーズン | 大会                                 | ラウンド | 対戦相手                         | ホーム | アウェー | 合計    |  |
| -------- | ------------------------------------ | -------- | -------------------------------- | ------ | -------- | ------- |  |
| 1966-67  | インターシティーズ・フェアーズカップ | 1回戦    | ユトレヒト                       | 5-2    | 1-1      | 6-3     |  |
| 1966-67  | インターシティーズ・フェアーズカップ | 2回戦    | ボローニャ                       | 1-3    | 0-3      | 1-6     |  |
| 1968-69  | UEFAカップウィナーズカップ           | 1回戦    | クラブ・ブルッヘ                 | 2-0    | 1-3      | 3-3 (a) |  |
| 1968-69  | UEFAカップウィナーズカップ           | 2回戦    | ディナモ・ブカレスト             | 4-0    | 1-1      | 5-1     |  |
| 1968-69  | UEFAカップウィナーズカップ           | 準々決勝 | ダンファームリン・アスレティック | 0-1    | 0-0      | 0-1     |  |
| 1978-79  | UEFAカップ                           | 1回戦    | ガラタサライ                     | 3-1    | 3-1      | 6-2     |  |
| 1978-79  | UEFAカップ                           | 2回戦    | ブラガ                           | 1-0    | 2-0      | 3-0     |  |
| 1978-79  | UEFAカップ                           | 3回戦    | バレンシア                       | 2-0    | 1-1      | 3-1     |  |
| 1978-79  | UEFAカップ                           | 準々決勝 | ツルヴェナ・ズヴェズダ           | 1-1    | 0-1      | 1-2     |  |
| 1979-80  | UEFAカップ                           | 1回戦    | カールツァイス・イェーナ         | 1-2    | 0-2      | 1-4     |  |
| 1981-82  | UEFAカップ                           | 1回戦    | グラスホッパーズ                 | 1-3    | 0-1      | 1-4     |  |

## 現所属メンバー
2024年7月28日現在
注：選手の国籍表記はFIFAの定めた代表資格ルールに基づく。
| No. | Pos. |                | 選手名                      |
| --- | ---- | -------------- | --------------------------- |
| 2   | DF   | イングランド   | ダーネル・ファーロング ()   |
| 3   | DF   | イングランド   | コナー・タウンゼント        |
| 4   | DF   | アイルランド   | セドリック・キプレ ()       |
| 5   | DF   | イングランド   | カイル・バートリー ()       |
| 6   | DF   | ナイジェリア   | セミ・アジャイ ()           |
| 7   | MF   | イングランド   | ジェド・ウォレス ()         |
| 8   | MF   | アイルランド   | ジェイソン・モランビー      |
| 9   | FW   | ナイジェリア   | ジョシュ・マジャ ()         |
| 11  | MF   | イングランド   | グレイディ・ディアンガナ () |
| 12  | FW   | アメリカ合衆国 | ダリル・ダイク () ★         |
| 18  | FW   | イングランド   | カーラン・グラント ()       |
| 19  | MF   | イングランド   | ジョン・スウィフト          |

| No. | Pos. |                | 選手名                            |
| --- | ---- | -------------- | --------------------------------- |
| 21  | FW   | ガーナ         | ブランドン・トーマス・アサンテ () |
| 24  | GK   | イングランド   | アレックス・パーマー              |
| 27  | MF   | イングランド   | アレックス・モワット ()           |
| 30  | GK   | イングランド   | テッド・カン                      |
| 31  | FW   | イングランド   | トム・フェローズ                  |
| 35  | MF   | トルコ         | オカイ・ヨクシュル                |
| 36  | DF   | イングランド   | ケイレブ・テイラー                |
| --  | DF   | 北アイルランド | パディ・マクネア                  |
| --  | GK   | イングランド   | ジョー・ワイルドスミス            |
| --  | MF   | マリ共和国     | ウスマン・ディアキテ              |
| --  | DF   | ノルウェー     | トールビョルン・ヘッゲム          |

※括弧内の国旗はその他保有国籍、もしくは市民権、星印はEU圏外選手を示す。
監督
- カルロス・コルベラン

### ローン移籍選手
in
注：選手の国籍表記はFIFAの定めた代表資格ルールに基づく。
| No. | Pos. |                | 選手名                            |
| --- | ---- | -------------- | --------------------------------- |
| --  | DF   | 北アイルランド | パディ・マクネア (サンディエゴFC) |

out
注：選手の国籍表記はFIFAの定めた代表資格ルールに基づく。
| No. | Pos. |              | 選手名                               |
| --- | ---- | ------------ | ------------------------------------ |
| --  | GK   | イングランド | ジョシュ・グリフィス (ブリストル・R) |

## 歴代監督
- ヴィク・バッキンガム 1953 - 1959
- ロン・アトキンソン 1978 - 1981
- ロン・アトキンソン 1987 - 1988
- オズワルド・アルディレス 1992 - 1993
- キース・バーキンショー 1993-1994
- ガリー・メグソン 2000 - 2004
- ブライアン・ロブソン 2004 - 2006
- ナイジェル・ピアソン 2006
- トニー・モウブレイ 2006 - 2009
- ロベルト・ディ・マッテオ 2009 - 2011
- ロイ・ホジソン 2011 - 2012
- スティーブ・クラーク 2012 - 2013
- ペペ・メル 2014.1 - 2014.5
- アラン・アーヴァイン 2014.6 - 2014.12
- トニー・ピューリス 2015 - 2017
- アラン・パーデュー 2017 - 2018
- ダレン・ムーア 2018 - 2019
- ジェームズ・ショーン (暫定) 2019
- スラベン・ビリッチ 2019-2020
- サム・アラダイス 2020-2021
- ヴァレリアン・イスマエル 2021-2022
- スティーヴ・ブルース 2022
- リチャード・ベール 2022
- カルロス・コルベラン 2022-

## 歴代所属選手

### GK
- トマシュ・クシュチャク 2004 - 2007
- クリス・カークランド 2005 - 2006
- パスカル・ツベルビューラー 2006 - 2007
- スコット・カーソン 2008 - 2011

### DF
- グラハム・ロバーツ 1990 - 1992
- ダニー・ガビドン 1998 - 2000
- ベルント・ハース 2003-2005
- コスミン・コントラ 2004 - 2005
- ポール・マクシェイン 2006 - 2007
- ボシュティアン・ツェサル 2007 - 2008
- マレク・チェフ 2008 - 2011
- ゴンサロ・ハラ 2009 - 2013
- ガブリエル・タマシュ 2010 - 2013
- クレイグ・ドーソン 2010 - 2019
- キーラン・ギブス 2017 -

### MF
- ジョニー・ジャイルズ 1975 - 1977
- マルティン・ヨル 1981 - 1984
- クレイグ・シェイクスピア 1990-1993
- ケビン・キルベイン 1997 - 1999
- エンツォ・マレスカ 1998 - 2000
- ジェイソン・クーマス 2002 - 2007
- マーク・キンセラ 2003 - 2004
- 稲本潤一 2004
- ジョナサン・グリーニング 2004 - 2009
- キーラン・リチャードソン 2005
- ロベルト・コレン 2007 - 2010
- ボルハ・バレロ 2008 - 2011
- グジェゴシュ・クリホビアク 2017 -

### FW
- ボビー・ロブソン 1956 - 1962
- ジェフ・ハースト 1975 - 1976
- ガース・クルックス 1985 - 1987
- ジェリー・アームストロング 1985 - 1986
- ドナルド・グッドマン 1987 - 1991
- ヨルン・ブーレ 1994 - 1995
- ジェイソン・ロバーツ 2000 - 2004
- ロバート・アーンショウ 2004 - 2006
- ヌワンコ・カヌ 2004 - 2006
- ゲラ・ゾルターン 2004 - 2008, 2011 -2014
- ディオマンシ・カマラ 2005 - 2007
- ネイサン・エリントン 2005 - 2007
- ジョン・ハートソン 2006 - 2007
- クレイグ・ビーティ 2007 - 2009
- クリス・ウッド 2008 - 2013.1
- ピーター・オデムウィンギー 2010 - 2013
- サイド・ベラヒーノ 2011 - 2017
- ニコラ・アネルカ  2013 - 2014
- ヴィクター・アニチェベ 2013 - 2016
- サロモン・ロンドン 2015 - 2019
- オリヴァー・バーク 2017 - 2020